# Casa de Manuel de Villena
La casa de Manuel de Villena es un linaje noble español originario de la Corona de Castilla. De origen real, desciende del rey Fernando III de Castilla a través de su hijo el infante Manuel de Castilla. Este linaje ostentó numerosos títulos nobiliarios entre los siglos XIII y XX y algunos de sus miembros ocuparon importantes cargos tanto políticos como militares. La casa Manuel de Villena quedó extinguida en 1935 en su rama varonil, descendientes de este linaje quedan por todas las dinastías nobles de España con los diferentes entronques con sus sucesores, e incluso en la casa real de Castilla y sus sucesores.
Es uno de los muchos linajes que surgen directamente del tronco regio castellano.

## Raíces

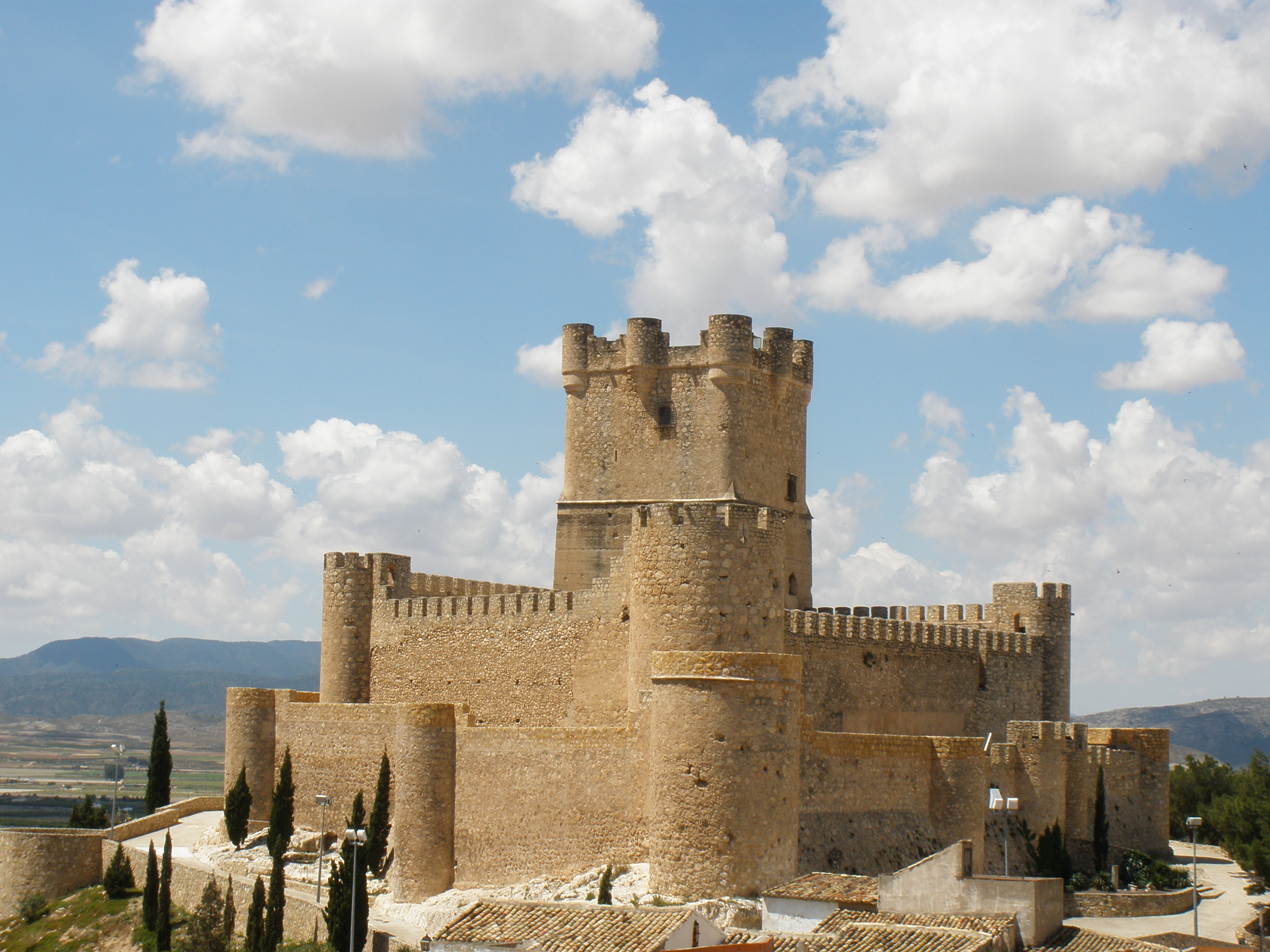
Castillo de la Atalaya, en Villena (Alicante).

Armas del príncipe de Villena

El linaje Manuel de Villena desciende del rey de Castilla y León Fernando III el Santo, quien reinó en el periodo 1217-1252 en Castilla y entre 1230-1252 en el Reino de León.
Noveno hijo de este rey y séptimo varón era el infante Manuel de Castilla, quien debido a su alejada situación en la lista de sucesión a la Corona solo pudo esperar títulos nobiliarios en el testamento de su padre el rey.
Fue agraciado en el testamento real con los señoríos de Villena, Escalona, Peñafiel, Elche, Santa Olalla, Agreda, Roa, Cuéllar, Chinchilla, Aspe y Beas. 
A la muerte de don Manuel de Castilla en 1283 le siguió el reparto de sus señoríos entre sus hijos, ya que no se erigió un mayorazgo. Don Juan Manuel, como segundo hijo varón del infante, obtuvo en herencia los señoríos de Villena, Escalona y Peñafiel.
Don Juan Manuel heredó sus señoríos en 1283 cuando tenía un año de edad. Posteriormente, el señorío de Villena fue convertido en principado en 1330 por merced del rey Alfonso IV de Aragón. El título de príncipe de Villena era un título de carácter vitalicio, que daría paso a un marquesado tras la muerte de su único portador.
Don Juan Manuel, mayordomo mayor del rey Fernando IV de Castilla, adelantado mayor de la frontera y del Reino de Murcia, se casó dos veces:
- Con la infanta Constanza de Aragón, con quien tuvo a Constanza, casada con el príncipe heredero de Portugal, Pedro, de quien descienden los reyes de Portugal.

- Con Blanca de la Cerda, con quien tuvo a Fernando Manuel y a  Juana Manuel, casada con Enrique II de Castilla.

- También tuvo dos hijos ilegítimos con Inés de Castañeda: Enrique Manuel, conde de Sintra y señor de Cascais y a Sancho Manuel, señor de Carcelén y Montealegre.[2]

De todos estos hijos de Don Juan Manuel, hay una larguísima nómina de sucesores, y muchos han llegado a nuestros días, aunque no lleven el apellido Manuel.

## Líneas de descendencia de la Casa de Manuel de Villena

### Línea primogénita de los Manuel de Villena
La muerte de Don Juan Manuel dio origen a una primera división en la familia Manuel de Villena en tres ramas paralelas. 
Como heredero universal del príncipe de Villena, su hijo Fernando Manuel de Villena heredó el grueso del patrimonio familiar recayendo sobre él el ducado de Villena y los señoríos de Escalona y Peñafiel. Pero Fernando Manuel de Villena falleció dos años después de su toma de posesión, en 1350, recayendo su patrimonio sobre su única hija, una niña de dos años llamada Blanca, lo que significaba la extinción de la rama principal de la Casa de Manuel de Villena. 
Debido a su minoría de edad, Blanca quedó bajo la tutoría de su tía Juana, quien quedó en posesión de las pertenencias de la Casa de Manuel de Villena tras la precoz muerte de esta niña, que falleció a la edad de 13 años.
Tras la subida al trono de Castilla de Enrique II de Trastámara, esposo de Juana Manuel de Villena, esta vinculó a la Corona castellano-leonesa los señoríos de Escalona y Peñafiel y el ducado de Villena.

### Línea de Señores de Carcelén y de Montealegre
Sancho Manuel de Villena, señor de Carcelén y de Montealegre, era el sexto hijo de Don Juan Manuel y encabezaba otra línea de descendencia de la Casa de Manuel de Villena, paralela a la de su hermano Fernando.
La descendencia de Sancho Manuel de Villena se repartió por Murcia creando un conjunto de alianzas familiares que en el siglo XV chocaría contra otra familia poderosa del Reino de Murcia, los Fajardo. Las guerras entre estas dos familias ensangrentaron las tierras murcianas hasta llevarlas a la casi despoblación, lo que obligó a Carlos I a establecer una política de repoblación del Reino de Murcia en el siglo XVI.
Los sucesivos enfrentamientos terminaron con el abandono de estas tierras por parte de esta rama de la Casa de Manuel de Villena. Los únicos supervivientes se dispersaron por Andalucía, hasta que finalmente acabaron por extinguirse. Se tiene constancia de que habitaron en las localidades de Úbeda, Baeza, Córdoba y Sevilla.

## Única rama continuadora

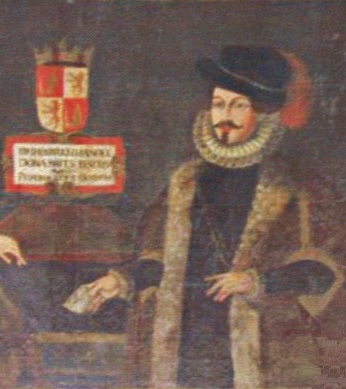
Enrique Manuel de Villena, I señor de Cascais, y su esposa Brites de Sousa, en una pintura del en el palacio de los condes de Ficalho, en Serpa, Portugal

Otra rama de descendencia de esta familia tiene su origen en Enrique Manuel de Villena, hijo de Don Juan Manuel y hermano de Fernando Manuel de Villena y de Sancho Manuel de Villena, cuya descendencia quedó como única representante de esta dinastía, manteniendo la titularidad de la Casa de Manuel de Villena hasta su extinción ya en el siglo XX.
Enrique, que no logró obtener ninguna posesión de su progenitor, obtuvo sus títulos de manos de su cuñado el rey de Portugal Pedro I (casado con su hermana Constanza), quien le otorgó los títulos de conde de Seia y lo nombró alcalde-mayor de Sintra, en tierras portuguesas, además de numerosas tierras de cultivo en Castilla. También le otorgó este rey el señorío portugués de Cascais después de que este señorío quedara sin sucesión.
En 1383, el rey portugués Fernando I (hijo del anterior rey de Portugal Pedro I) murió sin hijos varones que heredasen la Corona. Su única hija era la infanta Beatriz, casada con el rey Juan I de Castilla. Esto propició las aspiraciones de Juan I sobre el Reino de Portugal.
Posteriormente, tras la batalla de Aljubarrota en la que se alzó con la Corona de Portugal Juan de Avís, como Juan I de Portugal, este arrebató a Enrique todas sus posesiones en tierras portuguesas por haber apoyado a la causa de Juan I de Castilla.
A raíz de este acontecimiento, Juan I de Castilla entregó a Enrique los señoríos de Montealegre, Meneses y Belmonte como compensación a sus pérdidas.
A Enrique le sucedió como primogénito su hijo (Pedro Manuel de Villena y Meneses) en 1390, quien murió en 1391 tan solo un año después de su toma de posesión. Fue el III señor de Montealegre,  II Señor de Meneses y de Belmonte).
Al quedar Pedro sin heredero varón, sus posesiones pasaron a su hermano Enrique II, (Enrique Manuel de Villena y Meneses, IV señor de Montealegre, III señor de Meneses y  Belmonte. 
A este último le sucedió su hijo (Enrique Manuel de Villena y Sousa, V y IV señor), quien obtuvo del monarca Enrique III de Castilla el condado de Montealegre en 1406, fundado en base del señorío de dicho lugar.
Enrique Manuel de Villena y Sousa repartió sus pertenencias entre dos de sus hijos, lo que dio lugar a una nueva división de la Casa de Manuel de Villena, que se dividió en dos líneas de descendencia, más una tercera fraguada posteriormente. 

### Casa de Montealegre
Como hijo primogénito del Enrique Manuel de Villena y Sousa, Pedro (Pedro Manuel de Villena y Sousa) heredó de su padre el condado de Montealegre junto al señorío de Meneses. Pero con su muerte llegó la extinción de esta línea de los Manuel de Villena debido a que solo tuvo descendencia femenina.

### Casa de Belmonte
Otro hijo del Enrique Manuel de Villena y Sousa, su segundogénito llamado Fernando Manuel de Villena y Sousa), obtuvo en el testamento de su padre el señorío de Belmonte siendo su V Señor, dando origen a otra línea de la Casa de Manuel de Villena paralela al tronco principal, encabezado por su hermano Pedro de Montealegre.
A Fernando lo sucedió su hijo Juan Manuel de Villena y Fonseca. El nieto de este último, Juan Manuel de Villena y de la Vega, adquirió en 1523 por autorización Real el señorío de Cevico de la Torre. Juan tuvo varios hijos. 
Lorenzo Manuel de Villena y Rojas, como primogénito, sucedió a su padre Juan Manuel, señor de Belmonte, pero no tuvo descendencia y a su muerte sus señoríos de Belmonte y de Cevico de la Torre pasaron a manos de su hermano Rodrigo Manuel de Villena y Rojas, quien tampoco tuvo descendencia. 
Debido a que para entonces ya habían fallecido todos los hermanos varones de Lorenzo y Rodrigo, los señoríos recayeron sobre la hermana de estos, llamada Aldoza Manuel de Villena y Rojas, lo que supuso la desaparición de esta rama de la familia Manuel de Villena.

### Casa de Cheles
Otra línea paralela a las iniciadas por Pedro Manuel de Villena y Sousa y por Fernando Manuel de Villena y Sousa es la iniciada por el hermano de estos, Juan Manuel de Villena y Sousa. Esta línea se convertiría en pocos años en la única representación de la Casa de Manuel de Villena.
Juan Manuel de Villena y Sousa no obtuvo ninguna posesión en el testamento de su padre. Pero debido a su matrimonio obtuvo la villa de Cheles, ya que su esposa Mayor Portocarrero la aportó en dote a su matrimonio. Posteriormente, Juan fue creado I señor de Cheles.
La Casa de Manuel de Villena continuó durante varias generaciones con este señorío como única posesión, desde el siglo XV hasta el siglo XVII.
El VIII señor de Cheles, Francisco III Manuel de Villena y Portocarrero, murió en combate durante el asalto de la muralla de la villa de Burguillos. Al no tener descendencia, el señorío de Cheles pasó a su hermano Cristóbal, quien obtuvo además el condado de Via Manuel de manos del rey Carlos II.

### Casa de Via Manuel
Tras la obtención del condado de Via Manuel, este título pasó a ser la principal posesión de la Casa de Manuel de Villena hasta el momento de su total extinción. Junto al condado de Via Manuel quedó unido el señorío de Cheles.
Con el paso de los años irían adquiriendo nuevos títulos y posesiones, ya sea mediante matrimonios, permutas o por concesiones de la Corona. 
En 1789 el condado de Via Manuel obtuvo Grandeza de España. 
Años más tarde, en 1817, se unió la baronía del Monte al patrimonio de esta familia. Y en 1835 se unió el marquesado de Rafal, el condado de Granja de Rocamora, la baronía de Puebla de Rocamora y el señorío de Pizarra.

## Desaparición de la Casa de Manuel de Villena
Una serie de desafortunados acontecimientos llevaron a la extinción de esta rama representante de la Casa de Manuel de Villena. 
Cristóbal, titular de la dinastía, murió fusilado durante la Primera Guerra Carlista a los treinta años cuando solo tenía un hijo varón.
Heredero de Cristóbal, su hijo José Casimiro, murió asesinado de manos de uno de sus criados cuando regresó a España de un viaje a Francia, teniendo José Casimiro un único hijo varón en el momento de su muerte. 
Este hijo, llamado Enrique, también murió asesinado cuando tenía 21 años y sin descendencia. Esto diezmó a los Manuel de Villena, que quedaron sin descendencia masculina.
Las posesiones se repartieron entre dos hermanas de Enrique. Una de ellas, llamada María Isabel y fallecida en 1929, heredó las principales posesiones de los Manuel de Villena. 
La total extinción de la Casa de Manuel de Villena se produjo en 1935 con el fallecimiento de su último miembro, María Esperanza Manuel de Villena, hermana de Enrique y de María Isabel.

## Genealogía de la Casa de Manuel de Villena desde elsigloXIII
|                                                                                       |                                                                                       | | | | | | |                                                                                       |                                                                                       | Fernando III de Castilla Rey de Castilla y León | | | | | |                                                                                       |                                                                                       | | | | | | | | |                                                                                                 |                                                                                                 |                                                                                                 |                                                                                                 |                                                                                                 |                                                                                                 |                                                       |                                                       |                                                       |                                                       |  |  |  |  |  |  |  |  |  |  |  |  |  |  |  |  |  |  |  |  |  |  |
|                                                                                       |                                                                                       | | | | | | |                                                                                       |                                                                                       | | | | | | |                                                                                       |                                                                                       | | | | | | | | |                                                                                                 |                                                                                                 |                                                                                                 |                                                                                                 |                                                                                                 |                                                                                                 |                                                       |                                                       |                                                       |                                                       |  |  |  |  |  |  |  |  |  |  |  |  |  |  |  |  |  |  |  |  |  |  |
|                                                                                       |                                                                                       | | | | | | |                                                                                       |                                                                                       | Manuel de Castilla Infante de Castilla Señor de Villena Escalona, Peñafiel, Elche, Santa Olalla, Agreda, Roa, Cuéllar, Chinchilla, Aspe y Beas                                                                    | | | | | |                                                                                       |                                                                                       | | | | | | | | |                                                                                                 |                                                                                                 |                                                                                                 |                                                                                                 |                                                                                                 |                                                                                                 |                                                       |                                                       |                                                       |                                                       |  |  |  |  |  |  |  |  |  |  |  |  |  |  |  |  |  |  |  |  |  |  |
|                                                                                       |                                                                                       | | | | | | |                                                                                       |                                                                                       | | | | | | |                                                                                       |                                                                                       | | | | | | | | |                                                                                                 |                                                                                                 |                                                                                                 |                                                                                                 |                                                                                                 |                                                                                                 |                                                       |                                                       |                                                       |                                                       |  |  |  |  |  |  |  |  |  |  |  |  |  |  |  |  |  |  |  |  |  |  |
|                                                                                       |                                                                                       | | | | | | |                                                                                       |                                                                                       | Don Juan Manuel Príncipe de Villena II Señor de Escalona II Señor de Peñafiel | | | | | |                                                                                       |                                                                                       | | | | | | | | |                                                                                                 |                                                                                                 |                                                                                                 |                                                                                                 |                                                                                                 |                                                                                                 |                                                       |                                                       |                                                       |                                                       |  |  |  |  |  |  |  |  |  |  |  |  |  |  |  |  |  |  |  |  |  |  |
|                                                                                       |                                                                                       | | | | | | |                                                                                       |                                                                                       | | | | | | |                                                                                       |                                                                                       | | | | | | | | |                                                                                                 |                                                                                                 |                                                                                                 |                                                                                                 |                                                                                                 |                                                                                                 |                                                       |                                                       |                                                       |                                                       |  |  |  |  |  |  |  |  |  |  |  |  |  |  |  |  |  |  |  |  |  |  |
|                                                                                       |                                                                                       | | | | | | |                                                                                       |                                                                                       | | | | | | |                                                                                       |                                                                                       | | | | | | | | |                                                                                                 |                                                                                                 |                                                                                                 |                                                                                                 |                                                                                                 |                                                                                                 |                                                       |                                                       |                                                       |                                                       |  |  |  |  |  |  |  |  |  |  |  |  |  |  |  |  |  |  |  |  |  |  |
|                                                                                       |                                                                                       | Fernando Manuel de Villena I Duque de Villena, III Señor de Escalona III Señor de Peñafiel                           | Fernando Manuel de Villena I Duque de Villena, III Señor de Escalona III Señor de Peñafiel                           | Fernando Manuel de Villena I Duque de Villena, III Señor de Escalona III Señor de Peñafiel                           | Fernando Manuel de Villena I Duque de Villena, III Señor de Escalona III Señor de Peñafiel                           | Fernando Manuel de Villena I Duque de Villena, III Señor de Escalona III Señor de Peñafiel                           | Fernando Manuel de Villena I Duque de Villena, III Señor de Escalona III Señor de Peñafiel                           |                                                                                       |                                                                                       | Sancho Manuel de Villena I Señor de Carcelén I Señor de Montealegre *con descendencia femenina | Sancho Manuel de Villena I Señor de Carcelén I Señor de Montealegre *con descendencia femenina                                                                                                  | Sancho Manuel de Villena I Señor de Carcelén I Señor de Montealegre *con descendencia femenina                                                                                                  | Sancho Manuel de Villena I Señor de Carcelén I Señor de Montealegre *con descendencia femenina                                                                                                  | Sancho Manuel de Villena I Señor de Carcelén I Señor de Montealegre *con descendencia femenina                                                                                                  | Sancho Manuel de Villena I Señor de Carcelén I Señor de Montealegre *con descendencia femenina                                                                                                  |                                                                                       |                                                                                       | | | Enrique Manuel de Villena y Castañeda Enrique I I Conde de Cea I Conde de Sintra I Señor de Cascais II Señor de Montealegre I Señor de Meneses I Señor de Belmonte | Enrique Manuel de Villena y Castañeda Enrique I I Conde de Cea I Conde de Sintra I Señor de Cascais II Señor de Montealegre I Señor de Meneses I Señor de Belmonte | Enrique Manuel de Villena y Castañeda Enrique I I Conde de Cea I Conde de Sintra I Señor de Cascais II Señor de Montealegre I Señor de Meneses I Señor de Belmonte | Enrique Manuel de Villena y Castañeda Enrique I I Conde de Cea I Conde de Sintra I Señor de Cascais II Señor de Montealegre I Señor de Meneses I Señor de Belmonte | Enrique Manuel de Villena y Castañeda Enrique I I Conde de Cea I Conde de Sintra I Señor de Cascais II Señor de Montealegre I Señor de Meneses I Señor de Belmonte | Enrique Manuel de Villena y Castañeda Enrique I I Conde de Cea I Conde de Sintra I Señor de Cascais II Señor de Montealegre I Señor de Meneses I Señor de Belmonte |                                                                                                 |                                                                                                 |                                                                                                 |                                                                                                 |                                                                                                 |                                                                                                 |                                                       |                                                       |                                                       |                                                       |  |  |  |  |  |  |  |  |  |  |  |  |  |  |  |  |  |  |  |  |  |  |
|                                                                                       |                                                                                       | Fernando Manuel de Villena I Duque de Villena, III Señor de Escalona III Señor de Peñafiel                           | Fernando Manuel de Villena I Duque de Villena, III Señor de Escalona III Señor de Peñafiel                           | Fernando Manuel de Villena I Duque de Villena, III Señor de Escalona III Señor de Peñafiel                           | Fernando Manuel de Villena I Duque de Villena, III Señor de Escalona III Señor de Peñafiel                           | Fernando Manuel de Villena I Duque de Villena, III Señor de Escalona III Señor de Peñafiel                           | Fernando Manuel de Villena I Duque de Villena, III Señor de Escalona III Señor de Peñafiel                           |                                                                                       |                                                                                       | Sancho Manuel de Villena I Señor de Carcelén I Señor de Montealegre *con descendencia femenina | Sancho Manuel de Villena I Señor de Carcelén I Señor de Montealegre *con descendencia femenina                                                                                                  | Sancho Manuel de Villena I Señor de Carcelén I Señor de Montealegre *con descendencia femenina                                                                                                  | Sancho Manuel de Villena I Señor de Carcelén I Señor de Montealegre *con descendencia femenina                                                                                                  | Sancho Manuel de Villena I Señor de Carcelén I Señor de Montealegre *con descendencia femenina                                                                                                  | Sancho Manuel de Villena I Señor de Carcelén I Señor de Montealegre *con descendencia femenina                                                                                                  |                                                                                       |                                                                                       | | | Enrique Manuel de Villena y Castañeda Enrique I I Conde de Cea I Conde de Sintra I Señor de Cascais II Señor de Montealegre I Señor de Meneses I Señor de Belmonte | Enrique Manuel de Villena y Castañeda Enrique I I Conde de Cea I Conde de Sintra I Señor de Cascais II Señor de Montealegre I Señor de Meneses I Señor de Belmonte | Enrique Manuel de Villena y Castañeda Enrique I I Conde de Cea I Conde de Sintra I Señor de Cascais II Señor de Montealegre I Señor de Meneses I Señor de Belmonte | Enrique Manuel de Villena y Castañeda Enrique I I Conde de Cea I Conde de Sintra I Señor de Cascais II Señor de Montealegre I Señor de Meneses I Señor de Belmonte | Enrique Manuel de Villena y Castañeda Enrique I I Conde de Cea I Conde de Sintra I Señor de Cascais II Señor de Montealegre I Señor de Meneses I Señor de Belmonte | Enrique Manuel de Villena y Castañeda Enrique I I Conde de Cea I Conde de Sintra I Señor de Cascais II Señor de Montealegre I Señor de Meneses I Señor de Belmonte |                                                                                                 |                                                                                                 |                                                                                                 |                                                                                                 |                                                                                                 |                                                                                                 |                                                       |                                                       |                                                       |                                                       |  |  |  |  |  |  |  |  |  |  |  |  |  |  |  |  |  |  |  |  |  |  |
|                                                                                       |                                                                                       | | | | | | |                                                                                       |                                                                                       | | | | | | |                                                                                       |                                                                                       | | | | | | | | |                                                                                                 |                                                                                                 |                                                                                                 |                                                                                                 |                                                                                                 |                                                                                                 |                                                       |                                                       |                                                       |                                                       |  |  |  |  |  |  |  |  |  |  |  |  |  |  |  |  |  |  |  |  |  |  |
|                                                                                       |                                                                                       | Blanca Manuel de Villena y Ampurias II Duquesa de Villena IV Señora de Escalona IV Señora de Peñafiel                | Blanca Manuel de Villena y Ampurias II Duquesa de Villena IV Señora de Escalona IV Señora de Peñafiel                | Blanca Manuel de Villena y Ampurias II Duquesa de Villena IV Señora de Escalona IV Señora de Peñafiel                | Blanca Manuel de Villena y Ampurias II Duquesa de Villena IV Señora de Escalona IV Señora de Peñafiel                | Blanca Manuel de Villena y Ampurias II Duquesa de Villena IV Señora de Escalona IV Señora de Peñafiel                | Blanca Manuel de Villena y Ampurias II Duquesa de Villena IV Señora de Escalona IV Señora de Peñafiel                |                                                                                       |                                                                                       | Pedro Manuel de Villena y Meneses III Señor de Montealegre II Señor de Meneses II Señor de Belmonte | Pedro Manuel de Villena y Meneses III Señor de Montealegre II Señor de Meneses II Señor de Belmonte                                                                                             | Pedro Manuel de Villena y Meneses III Señor de Montealegre II Señor de Meneses II Señor de Belmonte                                                                                             | Pedro Manuel de Villena y Meneses III Señor de Montealegre II Señor de Meneses II Señor de Belmonte                                                                                             | Pedro Manuel de Villena y Meneses III Señor de Montealegre II Señor de Meneses II Señor de Belmonte                                                                                             | Pedro Manuel de Villena y Meneses III Señor de Montealegre II Señor de Meneses II Señor de Belmonte                                                                                             |                                                                                       |                                                                                       | | | Enrique Manuel de Villena y Meneses Enrique II IV Señor de Montealegre III Señor de Meneses III Señor de Belmonte                                                  | Enrique Manuel de Villena y Meneses Enrique II IV Señor de Montealegre III Señor de Meneses III Señor de Belmonte                                                  | Enrique Manuel de Villena y Meneses Enrique II IV Señor de Montealegre III Señor de Meneses III Señor de Belmonte                                                  | Enrique Manuel de Villena y Meneses Enrique II IV Señor de Montealegre III Señor de Meneses III Señor de Belmonte                                                  | Enrique Manuel de Villena y Meneses Enrique II IV Señor de Montealegre III Señor de Meneses III Señor de Belmonte                                                  | Enrique Manuel de Villena y Meneses Enrique II IV Señor de Montealegre III Señor de Meneses III Señor de Belmonte                                                  |                                                                                                 |                                                                                                 |                                                                                                 |                                                                                                 |                                                                                                 |                                                                                                 |                                                       |                                                       |                                                       |                                                       |  |  |  |  |  |  |  |  |  |  |  |  |  |  |  |  |  |  |  |  |  |  |
|                                                                                       |                                                                                       | Blanca Manuel de Villena y Ampurias II Duquesa de Villena IV Señora de Escalona IV Señora de Peñafiel                | Blanca Manuel de Villena y Ampurias II Duquesa de Villena IV Señora de Escalona IV Señora de Peñafiel                | Blanca Manuel de Villena y Ampurias II Duquesa de Villena IV Señora de Escalona IV Señora de Peñafiel                | Blanca Manuel de Villena y Ampurias II Duquesa de Villena IV Señora de Escalona IV Señora de Peñafiel                | Blanca Manuel de Villena y Ampurias II Duquesa de Villena IV Señora de Escalona IV Señora de Peñafiel                | Blanca Manuel de Villena y Ampurias II Duquesa de Villena IV Señora de Escalona IV Señora de Peñafiel                |                                                                                       |                                                                                       | Pedro Manuel de Villena y Meneses III Señor de Montealegre II Señor de Meneses II Señor de Belmonte | Pedro Manuel de Villena y Meneses III Señor de Montealegre II Señor de Meneses II Señor de Belmonte                                                                                             | Pedro Manuel de Villena y Meneses III Señor de Montealegre II Señor de Meneses II Señor de Belmonte                                                                                             | Pedro Manuel de Villena y Meneses III Señor de Montealegre II Señor de Meneses II Señor de Belmonte                                                                                             | Pedro Manuel de Villena y Meneses III Señor de Montealegre II Señor de Meneses II Señor de Belmonte                                                                                             | Pedro Manuel de Villena y Meneses III Señor de Montealegre II Señor de Meneses II Señor de Belmonte                                                                                             |                                                                                       |                                                                                       | | | Enrique Manuel de Villena y Meneses Enrique II IV Señor de Montealegre III Señor de Meneses III Señor de Belmonte                                                  | Enrique Manuel de Villena y Meneses Enrique II IV Señor de Montealegre III Señor de Meneses III Señor de Belmonte                                                  | Enrique Manuel de Villena y Meneses Enrique II IV Señor de Montealegre III Señor de Meneses III Señor de Belmonte                                                  | Enrique Manuel de Villena y Meneses Enrique II IV Señor de Montealegre III Señor de Meneses III Señor de Belmonte                                                  | Enrique Manuel de Villena y Meneses Enrique II IV Señor de Montealegre III Señor de Meneses III Señor de Belmonte                                                  | Enrique Manuel de Villena y Meneses Enrique II IV Señor de Montealegre III Señor de Meneses III Señor de Belmonte                                                  |                                                                                                 |                                                                                                 |                                                                                                 |                                                                                                 |                                                                                                 |                                                                                                 |                                                       |                                                       |                                                       |                                                       |  |  |  |  |  |  |  |  |  |  |  |  |  |  |  |  |  |  |  |  |  |  |
|                                                                                       |                                                                                       | | | | | | |                                                                                       |                                                                                       | | | | | | |                                                                                       |                                                                                       | | | | | | | | |                                                                                                 |                                                                                                 |                                                                                                 |                                                                                                 |                                                                                                 |                                                                                                 |                                                       |                                                       |                                                       |                                                       |  |  |  |  |  |  |  |  |  |  |  |  |  |  |  |  |  |  |  |  |  |  |
|                                                                                       |                                                                                       | | | | | | |                                                                                       |                                                                                       | | | | | | |                                                                                       |                                                                                       | | | | | | | | |                                                                                                 |                                                                                                 |                                                                                                 |                                                                                                 |                                                                                                 |                                                                                                 |                                                       |                                                       |                                                       |                                                       |  |  |  |  |  |  |  |  |  |  |  |  |  |  |  |  |  |  |  |  |  |  |
|                                                                                       |                                                                                       | | | | | | |                                                                                       |                                                                                       | | | | | | |                                                                                       |                                                                                       | | | | | | | | |                                                                                                 |                                                                                                 |                                                                                                 |                                                                                                 |                                                                                                 |                                                                                                 |                                                       |                                                       |                                                       |                                                       |  |  |  |  |  |  |  |  |  |  |  |  |  |  |  |  |  |  |  |  |  |  |
|                                                                                       |                                                                                       | | | | | | |                                                                                       |                                                                                       | Enrique Manuel de Villena y Souza Enrique III I Conde de Montealegre IV Señor de Meneses IV Señor de Belmonte | | | | | |                                                                                       |                                                                                       | | | | | | | | |                                                                                                 |                                                                                                 |                                                                                                 |                                                                                                 |                                                                                                 |                                                                                                 |                                                       |                                                       |                                                       |                                                       |  |  |  |  |  |  |  |  |  |  |  |  |  |  |  |  |  |  |  |  |  |  |
|                                                                                       |                                                                                       | | | | | | |                                                                                       |                                                                                       | | | | | | |                                                                                       |                                                                                       | | | | | | | | |                                                                                                 |                                                                                                 |                                                                                                 |                                                                                                 |                                                                                                 |                                                                                                 |                                                       |                                                       |                                                       |                                                       |  |  |  |  |  |  |  |  |  |  |  |  |  |  |  |  |  |  |  |  |  |  |
|                                                                                       |                                                                                       | | | | | | |                                                                                       |                                                                                       | | | | | | |                                                                                       |                                                                                       | | | | | | | | |                                                                                                 |                                                                                                 |                                                                                                 |                                                                                                 |                                                                                                 |                                                                                                 |                                                       |                                                       |                                                       |                                                       |  |  |  |  |  |  |  |  |  |  |  |  |  |  |  |  |  |  |  |  |  |  |
|                                                                                       |                                                                                       | Pedro Manuel de Villena y Sousa II Conde de Montealegre V Señor de Meneses                                           | Pedro Manuel de Villena y Sousa II Conde de Montealegre V Señor de Meneses                                           | Pedro Manuel de Villena y Sousa II Conde de Montealegre V Señor de Meneses                                           | Pedro Manuel de Villena y Sousa II Conde de Montealegre V Señor de Meneses                                           | Pedro Manuel de Villena y Sousa II Conde de Montealegre V Señor de Meneses                                           | Pedro Manuel de Villena y Sousa II Conde de Montealegre V Señor de Meneses                                           |                                                                                       |                                                                                       | Fernando Manuel de Villena y Sousa V Señor de Belmonte | Fernando Manuel de Villena y Sousa V Señor de Belmonte | Fernando Manuel de Villena y Sousa V Señor de Belmonte | Fernando Manuel de Villena y Sousa V Señor de Belmonte | Fernando Manuel de Villena y Sousa V Señor de Belmonte | Fernando Manuel de Villena y Sousa V Señor de Belmonte |                                                                                       |                                                                                       | | | Juan Manuel de Villena y Sousa Juan I I Señor de Cheles | Juan Manuel de Villena y Sousa Juan I I Señor de Cheles | Juan Manuel de Villena y Sousa Juan I I Señor de Cheles | Juan Manuel de Villena y Sousa Juan I I Señor de Cheles | Juan Manuel de Villena y Sousa Juan I I Señor de Cheles | Juan Manuel de Villena y Sousa Juan I I Señor de Cheles |                                                                                                 |                                                                                                 |                                                                                                 |                                                                                                 |                                                                                                 |                                                                                                 |                                                       |                                                       |                                                       |                                                       |  |  |  |  |  |  |  |  |  |  |  |  |  |  |  |  |  |  |  |  |  |  |
|                                                                                       |                                                                                       | Pedro Manuel de Villena y Sousa II Conde de Montealegre V Señor de Meneses                                           | Pedro Manuel de Villena y Sousa II Conde de Montealegre V Señor de Meneses                                           | Pedro Manuel de Villena y Sousa II Conde de Montealegre V Señor de Meneses                                           | Pedro Manuel de Villena y Sousa II Conde de Montealegre V Señor de Meneses                                           | Pedro Manuel de Villena y Sousa II Conde de Montealegre V Señor de Meneses                                           | Pedro Manuel de Villena y Sousa II Conde de Montealegre V Señor de Meneses                                           |                                                                                       |                                                                                       | Fernando Manuel de Villena y Sousa V Señor de Belmonte | Fernando Manuel de Villena y Sousa V Señor de Belmonte | Fernando Manuel de Villena y Sousa V Señor de Belmonte | Fernando Manuel de Villena y Sousa V Señor de Belmonte | Fernando Manuel de Villena y Sousa V Señor de Belmonte | Fernando Manuel de Villena y Sousa V Señor de Belmonte |                                                                                       |                                                                                       | | | Juan Manuel de Villena y Sousa Juan I I Señor de Cheles | Juan Manuel de Villena y Sousa Juan I I Señor de Cheles | Juan Manuel de Villena y Sousa Juan I I Señor de Cheles | Juan Manuel de Villena y Sousa Juan I I Señor de Cheles | Juan Manuel de Villena y Sousa Juan I I Señor de Cheles | Juan Manuel de Villena y Sousa Juan I I Señor de Cheles |                                                                                                 |                                                                                                 |                                                                                                 |                                                                                                 |                                                                                                 |                                                                                                 |                                                       |                                                       |                                                       |                                                       |  |  |  |  |  |  |  |  |  |  |  |  |  |  |  |  |  |  |  |  |  |  |
|                                                                                       |                                                                                       | María Manuel de Villena y Manrique de Rojas III Condesa de Montealegre VI Señora de Meneses                          | María Manuel de Villena y Manrique de Rojas III Condesa de Montealegre VI Señora de Meneses                          | María Manuel de Villena y Manrique de Rojas III Condesa de Montealegre VI Señora de Meneses                          | María Manuel de Villena y Manrique de Rojas III Condesa de Montealegre VI Señora de Meneses                          | María Manuel de Villena y Manrique de Rojas III Condesa de Montealegre VI Señora de Meneses                          | María Manuel de Villena y Manrique de Rojas III Condesa de Montealegre VI Señora de Meneses                          |                                                                                       |                                                                                       | Juan Manuel de Villena y Fonseca Juan I VI Señor de Belmonte | Juan Manuel de Villena y Fonseca Juan I VI Señor de Belmonte | Juan Manuel de Villena y Fonseca Juan I VI Señor de Belmonte | Juan Manuel de Villena y Fonseca Juan I VI Señor de Belmonte | Juan Manuel de Villena y Fonseca Juan I VI Señor de Belmonte | Juan Manuel de Villena y Fonseca Juan I VI Señor de Belmonte |                                                                                       |                                                                                       | | | Diego Manuel de Villena y Portocarrero II Señor de Cheles | Diego Manuel de Villena y Portocarrero II Señor de Cheles | Diego Manuel de Villena y Portocarrero II Señor de Cheles | Diego Manuel de Villena y Portocarrero II Señor de Cheles | Diego Manuel de Villena y Portocarrero II Señor de Cheles | Diego Manuel de Villena y Portocarrero II Señor de Cheles |                                                                                                 |                                                                                                 |                                                                                                 |                                                                                                 |                                                                                                 |                                                                                                 |                                                       |                                                       |                                                       |                                                       |  |  |  |  |  |  |  |  |  |  |  |  |  |  |  |  |  |  |  |  |  |  |
|                                                                                       |                                                                                       | María Manuel de Villena y Manrique de Rojas III Condesa de Montealegre VI Señora de Meneses                          | María Manuel de Villena y Manrique de Rojas III Condesa de Montealegre VI Señora de Meneses                          | María Manuel de Villena y Manrique de Rojas III Condesa de Montealegre VI Señora de Meneses                          | María Manuel de Villena y Manrique de Rojas III Condesa de Montealegre VI Señora de Meneses                          | María Manuel de Villena y Manrique de Rojas III Condesa de Montealegre VI Señora de Meneses                          | María Manuel de Villena y Manrique de Rojas III Condesa de Montealegre VI Señora de Meneses                          |                                                                                       |                                                                                       | Juan Manuel de Villena y Fonseca Juan I VI Señor de Belmonte | Juan Manuel de Villena y Fonseca Juan I VI Señor de Belmonte | Juan Manuel de Villena y Fonseca Juan I VI Señor de Belmonte | Juan Manuel de Villena y Fonseca Juan I VI Señor de Belmonte | Juan Manuel de Villena y Fonseca Juan I VI Señor de Belmonte | Juan Manuel de Villena y Fonseca Juan I VI Señor de Belmonte |                                                                                       |                                                                                       | | | Diego Manuel de Villena y Portocarrero II Señor de Cheles | Diego Manuel de Villena y Portocarrero II Señor de Cheles | Diego Manuel de Villena y Portocarrero II Señor de Cheles | Diego Manuel de Villena y Portocarrero II Señor de Cheles | Diego Manuel de Villena y Portocarrero II Señor de Cheles | Diego Manuel de Villena y Portocarrero II Señor de Cheles |                                                                                                 |                                                                                                 |                                                                                                 |                                                                                                 |                                                                                                 |                                                                                                 |                                                       |                                                       |                                                       |                                                       |  |  |  |  |  |  |  |  |  |  |  |  |  |  |  |  |  |  |  |  |  |  |
|                                                                                       |                                                                                       | | | | | | |                                                                                       |                                                                                       | Juan Manuel de Villena y Suárez de Figueroa Juan II VII Señor de Belmonte | Juan Manuel de Villena y Suárez de Figueroa Juan II VII Señor de Belmonte | Juan Manuel de Villena y Suárez de Figueroa Juan II VII Señor de Belmonte | Juan Manuel de Villena y Suárez de Figueroa Juan II VII Señor de Belmonte | Juan Manuel de Villena y Suárez de Figueroa Juan II VII Señor de Belmonte | Juan Manuel de Villena y Suárez de Figueroa Juan II VII Señor de Belmonte |                                                                                       |                                                                                       | | | Juan Manuel de Villena y Silva Juan II III Señor de Cheles | Juan Manuel de Villena y Silva Juan II III Señor de Cheles | Juan Manuel de Villena y Silva Juan II III Señor de Cheles | Juan Manuel de Villena y Silva Juan II III Señor de Cheles | Juan Manuel de Villena y Silva Juan II III Señor de Cheles | Juan Manuel de Villena y Silva Juan II III Señor de Cheles |                                                                                                 |                                                                                                 |                                                                                                 |                                                                                                 |                                                                                                 |                                                                                                 |                                                       |                                                       |                                                       |                                                       |  |  |  |  |  |  |  |  |  |  |  |  |  |  |  |  |  |  |  |  |  |  |
|                                                                                       |                                                                                       | | | | | | |                                                                                       |                                                                                       | Juan Manuel de Villena y Suárez de Figueroa Juan II VII Señor de Belmonte | Juan Manuel de Villena y Suárez de Figueroa Juan II VII Señor de Belmonte | Juan Manuel de Villena y Suárez de Figueroa Juan II VII Señor de Belmonte | Juan Manuel de Villena y Suárez de Figueroa Juan II VII Señor de Belmonte | Juan Manuel de Villena y Suárez de Figueroa Juan II VII Señor de Belmonte | Juan Manuel de Villena y Suárez de Figueroa Juan II VII Señor de Belmonte |                                                                                       |                                                                                       | | | Juan Manuel de Villena y Silva Juan II III Señor de Cheles | Juan Manuel de Villena y Silva Juan II III Señor de Cheles | Juan Manuel de Villena y Silva Juan II III Señor de Cheles | Juan Manuel de Villena y Silva Juan II III Señor de Cheles | Juan Manuel de Villena y Silva Juan II III Señor de Cheles | Juan Manuel de Villena y Silva Juan II III Señor de Cheles |                                                                                                 |                                                                                                 |                                                                                                 |                                                                                                 |                                                                                                 |                                                                                                 |                                                       |                                                       |                                                       |                                                       |  |  |  |  |  |  |  |  |  |  |  |  |  |  |  |  |  |  |  |  |  |  |
|                                                                                       |                                                                                       | | | | | | |                                                                                       |                                                                                       | Juan Manuel de Villena y de la Vega Juan III VIII Señor de Belmonte I Señor de Cevico de la Torre | Juan Manuel de Villena y de la Vega Juan III VIII Señor de Belmonte I Señor de Cevico de la Torre                                                                                               | Juan Manuel de Villena y de la Vega Juan III VIII Señor de Belmonte I Señor de Cevico de la Torre                                                                                               | Juan Manuel de Villena y de la Vega Juan III VIII Señor de Belmonte I Señor de Cevico de la Torre                                                                                               | Juan Manuel de Villena y de la Vega Juan III VIII Señor de Belmonte I Señor de Cevico de la Torre                                                                                               | Juan Manuel de Villena y de la Vega Juan III VIII Señor de Belmonte I Señor de Cevico de la Torre                                                                                               |                                                                                       |                                                                                       | | | Francisco Manuel de Villena y Mendoza Francisco I IV Señor de Cheles                                                                                               | Francisco Manuel de Villena y Mendoza Francisco I IV Señor de Cheles                                                                                               | Francisco Manuel de Villena y Mendoza Francisco I IV Señor de Cheles                                                                                               | Francisco Manuel de Villena y Mendoza Francisco I IV Señor de Cheles                                                                                               | Francisco Manuel de Villena y Mendoza Francisco I IV Señor de Cheles                                                                                               | Francisco Manuel de Villena y Mendoza Francisco I IV Señor de Cheles                                                                                               |                                                                                                 |                                                                                                 |                                                                                                 |                                                                                                 |                                                                                                 |                                                                                                 |                                                       |                                                       |                                                       |                                                       |  |  |  |  |  |  |  |  |  |  |  |  |  |  |  |  |  |  |  |  |  |  |
|                                                                                       |                                                                                       | | | | | | |                                                                                       |                                                                                       | Juan Manuel de Villena y de la Vega Juan III VIII Señor de Belmonte I Señor de Cevico de la Torre | Juan Manuel de Villena y de la Vega Juan III VIII Señor de Belmonte I Señor de Cevico de la Torre                                                                                               | Juan Manuel de Villena y de la Vega Juan III VIII Señor de Belmonte I Señor de Cevico de la Torre                                                                                               | Juan Manuel de Villena y de la Vega Juan III VIII Señor de Belmonte I Señor de Cevico de la Torre                                                                                               | Juan Manuel de Villena y de la Vega Juan III VIII Señor de Belmonte I Señor de Cevico de la Torre                                                                                               | Juan Manuel de Villena y de la Vega Juan III VIII Señor de Belmonte I Señor de Cevico de la Torre                                                                                               |                                                                                       |                                                                                       | | | Francisco Manuel de Villena y Mendoza Francisco I IV Señor de Cheles                                                                                               | Francisco Manuel de Villena y Mendoza Francisco I IV Señor de Cheles                                                                                               | Francisco Manuel de Villena y Mendoza Francisco I IV Señor de Cheles                                                                                               | Francisco Manuel de Villena y Mendoza Francisco I IV Señor de Cheles                                                                                               | Francisco Manuel de Villena y Mendoza Francisco I IV Señor de Cheles                                                                                               | Francisco Manuel de Villena y Mendoza Francisco I IV Señor de Cheles                                                                                               |                                                                                                 |                                                                                                 |                                                                                                 |                                                                                                 |                                                                                                 |                                                                                                 |                                                       |                                                       |                                                       |                                                       |  |  |  |  |  |  |  |  |  |  |  |  |  |  |  |  |  |  |  |  |  |  |
|                                                                                       |                                                                                       | | | | | | |                                                                                       |                                                                                       | | | | | | |                                                                                       |                                                                                       | | | | | | | | |                                                                                                 |                                                                                                 |                                                                                                 |                                                                                                 |                                                                                                 |                                                                                                 |                                                       |                                                       |                                                       |                                                       |  |  |  |  |  |  |  |  |  |  |  |  |  |  |  |  |  |  |  |  |  |  |
|                                                                                       |                                                                                       | | | | | | |                                                                                       |                                                                                       | | | | | | |                                                                                       |                                                                                       | | | | | | | | |                                                                                                 |                                                                                                 |                                                                                                 |                                                                                                 |                                                                                                 |                                                                                                 |                                                       |                                                       |                                                       |                                                       |  |  |  |  |  |  |  |  |  |  |  |  |  |  |  |  |  |  |  |  |  |  |
|                                                                                       |                                                                                       | | | | | | |                                                                                       |                                                                                       | | | | | | |                                                                                       |                                                                                       | | | | | | | | |                                                                                                 |                                                                                                 |                                                                                                 |                                                                                                 |                                                                                                 |                                                                                                 |                                                       |                                                       |                                                       |                                                       |  |  |  |  |  |  |  |  |  |  |  |  |  |  |  |  |  |  |  |  |  |  |
|                                                                                       |                                                                                       | | | | | | |                                                                                       |                                                                                       | | | | | | |                                                                                       |                                                                                       | | | | | | | | |                                                                                                 |                                                                                                 |                                                                                                 |                                                                                                 |                                                                                                 |                                                                                                 |                                                       |                                                       |                                                       |                                                       |  |  |  |  |  |  |  |  |  |  |  |  |  |  |  |  |  |  |  |  |  |  |
|                                                                                       |                                                                                       | | | | | | |                                                                                       |                                                                                       | | | | | | |                                                                                       |                                                                                       | | | | | | | | |                                                                                                 |                                                                                                 |                                                                                                 |                                                                                                 |                                                                                                 |                                                                                                 |                                                       |                                                       |                                                       |                                                       |  |  |  |  |  |  |  |  |  |  |  |  |  |  |  |  |  |  |  |  |  |  |
|                                                                                       |                                                                                       | | | | | | |                                                                                       |                                                                                       | | | | | | |                                                                                       |                                                                                       | | | | | | | | |                                                                                                 |                                                                                                 |                                                                                                 |                                                                                                 |                                                                                                 |                                                                                                 |                                                       |                                                       |                                                       |                                                       |  |  |  |  |  |  |  |  |  |  |  |  |  |  |  |  |  |  |  |  |  |  |
| Lorenzo Manuel de Villena y Rojas IX Señor de Belmonte II Señor de Cevico de la Torre | Lorenzo Manuel de Villena y Rojas IX Señor de Belmonte II Señor de Cevico de la Torre | Lorenzo Manuel de Villena y Rojas IX Señor de Belmonte II Señor de Cevico de la Torre                                | Lorenzo Manuel de Villena y Rojas IX Señor de Belmonte II Señor de Cevico de la Torre                                | Lorenzo Manuel de Villena y Rojas IX Señor de Belmonte II Señor de Cevico de la Torre                                | Lorenzo Manuel de Villena y Rojas IX Señor de Belmonte II Señor de Cevico de la Torre                                | | | Rodrigo Manuel de Villena y Rojas X Señor de Belmonte III Señor de Cevico de la Torre | Rodrigo Manuel de Villena y Rojas X Señor de Belmonte III Señor de Cevico de la Torre | Rodrigo Manuel de Villena y Rojas X Señor de Belmonte III Señor de Cevico de la Torre | Rodrigo Manuel de Villena y Rojas X Señor de Belmonte III Señor de Cevico de la Torre | Rodrigo Manuel de Villena y Rojas X Señor de Belmonte III Señor de Cevico de la Torre | Rodrigo Manuel de Villena y Rojas X Señor de Belmonte III Señor de Cevico de la Torre | | | Aldoza Manuel de Villena y Rojas XI Señor de Belmonte IV Señora de Cevico de la Torre | Aldoza Manuel de Villena y Rojas XI Señor de Belmonte IV Señora de Cevico de la Torre | Aldoza Manuel de Villena y Rojas XI Señor de Belmonte IV Señora de Cevico de la Torre                                 | Aldoza Manuel de Villena y Rojas XI Señor de Belmonte IV Señora de Cevico de la Torre                                 | Aldoza Manuel de Villena y Rojas XI Señor de Belmonte IV Señora de Cevico de la Torre                                                                              | Aldoza Manuel de Villena y Rojas XI Señor de Belmonte IV Señora de Cevico de la Torre                                                                              | | | | | Pedro Manuel de Villena y Mendoza de Lima V Señor de Cheles                                     | Pedro Manuel de Villena y Mendoza de Lima V Señor de Cheles                                     | Pedro Manuel de Villena y Mendoza de Lima V Señor de Cheles                                     | Pedro Manuel de Villena y Mendoza de Lima V Señor de Cheles                                     | Pedro Manuel de Villena y Mendoza de Lima V Señor de Cheles                                     | Pedro Manuel de Villena y Mendoza de Lima V Señor de Cheles                                     |                                                       |                                                       |                                                       |                                                       |  |  |  |  |  |  |  |  |  |  |  |  |  |  |  |  |  |  |  |  |  |  |
| Lorenzo Manuel de Villena y Rojas IX Señor de Belmonte II Señor de Cevico de la Torre | Lorenzo Manuel de Villena y Rojas IX Señor de Belmonte II Señor de Cevico de la Torre | Lorenzo Manuel de Villena y Rojas IX Señor de Belmonte II Señor de Cevico de la Torre                                | Lorenzo Manuel de Villena y Rojas IX Señor de Belmonte II Señor de Cevico de la Torre                                | Lorenzo Manuel de Villena y Rojas IX Señor de Belmonte II Señor de Cevico de la Torre                                | Lorenzo Manuel de Villena y Rojas IX Señor de Belmonte II Señor de Cevico de la Torre                                | | | Rodrigo Manuel de Villena y Rojas X Señor de Belmonte III Señor de Cevico de la Torre | Rodrigo Manuel de Villena y Rojas X Señor de Belmonte III Señor de Cevico de la Torre | Rodrigo Manuel de Villena y Rojas X Señor de Belmonte III Señor de Cevico de la Torre | Rodrigo Manuel de Villena y Rojas X Señor de Belmonte III Señor de Cevico de la Torre | Rodrigo Manuel de Villena y Rojas X Señor de Belmonte III Señor de Cevico de la Torre | Rodrigo Manuel de Villena y Rojas X Señor de Belmonte III Señor de Cevico de la Torre | | | Aldoza Manuel de Villena y Rojas XI Señor de Belmonte IV Señora de Cevico de la Torre | Aldoza Manuel de Villena y Rojas XI Señor de Belmonte IV Señora de Cevico de la Torre | Aldoza Manuel de Villena y Rojas XI Señor de Belmonte IV Señora de Cevico de la Torre                                 | Aldoza Manuel de Villena y Rojas XI Señor de Belmonte IV Señora de Cevico de la Torre                                 | Aldoza Manuel de Villena y Rojas XI Señor de Belmonte IV Señora de Cevico de la Torre                                                                              | Aldoza Manuel de Villena y Rojas XI Señor de Belmonte IV Señora de Cevico de la Torre                                                                              | | | | | Pedro Manuel de Villena y Mendoza de Lima V Señor de Cheles                                     | Pedro Manuel de Villena y Mendoza de Lima V Señor de Cheles                                     | Pedro Manuel de Villena y Mendoza de Lima V Señor de Cheles                                     | Pedro Manuel de Villena y Mendoza de Lima V Señor de Cheles                                     | Pedro Manuel de Villena y Mendoza de Lima V Señor de Cheles                                     | Pedro Manuel de Villena y Mendoza de Lima V Señor de Cheles                                     |                                                       |                                                       |                                                       |                                                       |  |  |  |  |  |  |  |  |  |  |  |  |  |  |  |  |  |  |  |  |  |  |
|                                                                                       |                                                                                       | | | | | | |                                                                                       |                                                                                       | | | | | | |                                                                                       |                                                                                       | | | | | | | | |                                                                                                 |                                                                                                 |                                                                                                 |                                                                                                 |                                                                                                 |                                                                                                 |                                                       |                                                       |                                                       |                                                       |  |  |  |  |  |  |  |  |  |  |  |  |  |  |  |  |  |  |  |  |  |  |
|                                                                                       |                                                                                       | | | | | | |                                                                                       |                                                                                       | | | | | | |                                                                                       |                                                                                       | | | | | | | | |                                                                                                 |                                                                                                 |                                                                                                 |                                                                                                 |                                                                                                 |                                                                                                 |                                                       |                                                       |                                                       |                                                       |  |  |  |  |  |  |  |  |  |  |  |  |  |  |  |  |  |  |  |  |  |  |
|                                                                                       |                                                                                       | | | | | | |                                                                                       |                                                                                       | | | | | | |                                                                                       |                                                                                       | | | | | | | | |                                                                                                 |                                                                                                 |                                                                                                 |                                                                                                 |                                                                                                 |                                                                                                 |                                                       |                                                       |                                                       |                                                       |  |  |  |  |  |  |  |  |  |  |  |  |  |  |  |  |  |  |  |  |  |  |
|                                                                                       |                                                                                       | | | | | | |                                                                                       |                                                                                       | | | | | | |                                                                                       |                                                                                       | | | | | | | | |                                                                                                 |                                                                                                 |                                                                                                 |                                                                                                 |                                                                                                 |                                                                                                 |                                                       |                                                       |                                                       |                                                       |  |  |  |  |  |  |  |  |  |  |  |  |  |  |  |  |  |  |  |  |  |  |
|                                                                                       |                                                                                       | | | | | | |                                                                                       |                                                                                       | | | Francisco Manuel de Villena y Portocarrero Francisco II VI Señor de Cheles | | | |                                                                                       |                                                                                       | | | | | | | | |                                                                                                 |                                                                                                 |                                                                                                 |                                                                                                 |                                                                                                 |                                                                                                 |                                                       |                                                       |                                                       |                                                       |  |  |  |  |  |  |  |  |  |  |  |  |  |  |  |  |  |  |  |  |  |  |
|                                                                                       |                                                                                       | | | | | | |                                                                                       |                                                                                       | | | | | | |                                                                                       |                                                                                       | | | | | | | | |                                                                                                 |                                                                                                 |                                                                                                 |                                                                                                 |                                                                                                 |                                                                                                 |                                                       |                                                       |                                                       |                                                       |  |  |  |  |  |  |  |  |  |  |  |  |  |  |  |  |  |  |  |  |  |  |
|                                                                                       |                                                                                       | | | | | | |                                                                                       |                                                                                       | | | | | | |                                                                                       |                                                                                       | | | | | | | | |                                                                                                 |                                                                                                 |                                                                                                 |                                                                                                 |                                                                                                 |                                                                                                 |                                                       |                                                       |                                                       |                                                       |  |  |  |  |  |  |  |  |  |  |  |  |  |  |  |  |  |  |  |  |  |  |
|                                                                                       |                                                                                       | | | | | | |                                                                                       |                                                                                       | | | Juan Manuel de Villena y Hurtado de Mendoza Juan III VII Señor de Cheles | | | |                                                                                       |                                                                                       | | | | | | | | |                                                                                                 |                                                                                                 |                                                                                                 |                                                                                                 |                                                                                                 |                                                                                                 |                                                       |                                                       |                                                       |                                                       |  |  |  |  |  |  |  |  |  |  |  |  |  |  |  |  |  |  |  |  |  |  |
|                                                                                       |                                                                                       | | | | | | |                                                                                       |                                                                                       | | | | | | |                                                                                       |                                                                                       | | | | | | | | |                                                                                                 |                                                                                                 |                                                                                                 |                                                                                                 |                                                                                                 |                                                                                                 |                                                       |                                                       |                                                       |                                                       |  |  |  |  |  |  |  |  |  |  |  |  |  |  |  |  |  |  |  |  |  |  |
|                                                                                       |                                                                                       | | | | | | |                                                                                       |                                                                                       | | | | | | |                                                                                       |                                                                                       | | | | | | | | |                                                                                                 |                                                                                                 |                                                                                                 |                                                                                                 |                                                                                                 |                                                                                                 |                                                       |                                                       |                                                       |                                                       |  |  |  |  |  |  |  |  |  |  |  |  |  |  |  |  |  |  |  |  |  |  |
|                                                                                       |                                                                                       | | | | | | |                                                                                       |                                                                                       | | | | | | |                                                                                       |                                                                                       | | | | | | | | |                                                                                                 |                                                                                                 |                                                                                                 |                                                                                                 |                                                                                                 |                                                                                                 |                                                       |                                                       |                                                       |                                                       |  |  |  |  |  |  |  |  |  |  |  |  |  |  |  |  |  |  |  |  |  |  |
|                                                                                       |                                                                                       | | | | | | |                                                                                       |                                                                                       | | | Francisco Manuel de Villena y Portocarrero Francisco III VIII Señor de Cheles | Francisco Manuel de Villena y Portocarrero Francisco III VIII Señor de Cheles | Francisco Manuel de Villena y Portocarrero Francisco III VIII Señor de Cheles | Francisco Manuel de Villena y Portocarrero Francisco III VIII Señor de Cheles | Francisco Manuel de Villena y Portocarrero Francisco III VIII Señor de Cheles         | Francisco Manuel de Villena y Portocarrero Francisco III VIII Señor de Cheles         | | | | | | | | | Cristóbal Manuel de Villena y Portocarrero Cristóbal I I Conde de Via Manuel IX Señor de Cheles | Cristóbal Manuel de Villena y Portocarrero Cristóbal I I Conde de Via Manuel IX Señor de Cheles | Cristóbal Manuel de Villena y Portocarrero Cristóbal I I Conde de Via Manuel IX Señor de Cheles | Cristóbal Manuel de Villena y Portocarrero Cristóbal I I Conde de Via Manuel IX Señor de Cheles | Cristóbal Manuel de Villena y Portocarrero Cristóbal I I Conde de Via Manuel IX Señor de Cheles | Cristóbal Manuel de Villena y Portocarrero Cristóbal I I Conde de Via Manuel IX Señor de Cheles |                                                       |                                                       |                                                       |                                                       |  |  |  |  |  |  |  |  |  |  |  |  |  |  |  |  |  |  |  |  |  |  |
|                                                                                       |                                                                                       | | | | | | |                                                                                       |                                                                                       | | | Francisco Manuel de Villena y Portocarrero Francisco III VIII Señor de Cheles | Francisco Manuel de Villena y Portocarrero Francisco III VIII Señor de Cheles | Francisco Manuel de Villena y Portocarrero Francisco III VIII Señor de Cheles | Francisco Manuel de Villena y Portocarrero Francisco III VIII Señor de Cheles | Francisco Manuel de Villena y Portocarrero Francisco III VIII Señor de Cheles         | Francisco Manuel de Villena y Portocarrero Francisco III VIII Señor de Cheles         | | | | | | | | | Cristóbal Manuel de Villena y Portocarrero Cristóbal I I Conde de Via Manuel IX Señor de Cheles | Cristóbal Manuel de Villena y Portocarrero Cristóbal I I Conde de Via Manuel IX Señor de Cheles | Cristóbal Manuel de Villena y Portocarrero Cristóbal I I Conde de Via Manuel IX Señor de Cheles | Cristóbal Manuel de Villena y Portocarrero Cristóbal I I Conde de Via Manuel IX Señor de Cheles | Cristóbal Manuel de Villena y Portocarrero Cristóbal I I Conde de Via Manuel IX Señor de Cheles | Cristóbal Manuel de Villena y Portocarrero Cristóbal I I Conde de Via Manuel IX Señor de Cheles |                                                       |                                                       |                                                       |                                                       |  |  |  |  |  |  |  |  |  |  |  |  |  |  |  |  |  |  |  |  |  |  |
|                                                                                       |                                                                                       | | | | | | |                                                                                       |                                                                                       | | | | | | |                                                                                       |                                                                                       | | | | | | | | |                                                                                                 |                                                                                                 |                                                                                                 |                                                                                                 |                                                                                                 |                                                                                                 |                                                       |                                                       |                                                       |                                                       |  |  |  |  |  |  |  |  |  |  |  |  |  |  |  |  |  |  |  |  |  |  |
|                                                                                       |                                                                                       | | | | | | |                                                                                       |                                                                                       | | | | | | |                                                                                       |                                                                                       | | | | | | | | |                                                                                                 |                                                                                                 |                                                                                                 |                                                                                                 |                                                                                                 |                                                                                                 |                                                       |                                                       |                                                       |                                                       |  |  |  |  |  |  |  |  |  |  |  |  |  |  |  |  |  |  |  |  |  |  |
|                                                                                       |                                                                                       | | | | | | |                                                                                       |                                                                                       | | | | | | |                                                                                       |                                                                                       | | | | | | | | |                                                                                                 |                                                                                                 |                                                                                                 |                                                                                                 |                                                                                                 |                                                                                                 |                                                       |                                                       |                                                       |                                                       |  |  |  |  |  |  |  |  |  |  |  |  |  |  |  |  |  |  |  |  |  |  |
|                                                                                       |                                                                                       | | | | | | |                                                                                       |                                                                                       | | | Juan Manuel de Villena y Flórez II Conde de Via Manuel X Señor de Cheles | | | |                                                                                       |                                                                                       | | | | | | | | |                                                                                                 |                                                                                                 |                                                                                                 |                                                                                                 |                                                                                                 |                                                                                                 |                                                       |                                                       |                                                       |                                                       |  |  |  |  |  |  |  |  |  |  |  |  |  |  |  |  |  |  |  |  |  |  |
|                                                                                       |                                                                                       | | | | | | |                                                                                       |                                                                                       | | | | | | |                                                                                       |                                                                                       | | | | | | | | |                                                                                                 |                                                                                                 |                                                                                                 |                                                                                                 |                                                                                                 |                                                                                                 |                                                       |                                                       |                                                       |                                                       |  |  |  |  |  |  |  |  |  |  |  |  |  |  |  |  |  |  |  |  |  |  |
|                                                                                       |                                                                                       | | | | | | |                                                                                       |                                                                                       | | | | | | |                                                                                       |                                                                                       | | | | | | | | |                                                                                                 |                                                                                                 |                                                                                                 |                                                                                                 |                                                                                                 |                                                                                                 |                                                       |                                                       |                                                       |                                                       |  |  |  |  |  |  |  |  |  |  |  |  |  |  |  |  |  |  |  |  |  |  |
|                                                                                       |                                                                                       | | | | | | |                                                                                       |                                                                                       | | | José Cristóbal Manuel de Villena Portocarrero y Figueroa III Conde de Via Manuel XI Señor de Cheles                                                                                             | | | |                                                                                       |                                                                                       | | | | | | | | |                                                                                                 |                                                                                                 |                                                                                                 |                                                                                                 |                                                                                                 |                                                                                                 |                                                       |                                                       |                                                       |                                                       |  |  |  |  |  |  |  |  |  |  |  |  |  |  |  |  |  |  |  |  |  |  |
|                                                                                       |                                                                                       | | | | | | |                                                                                       |                                                                                       | | | | | | |                                                                                       |                                                                                       | | | | | | | | |                                                                                                 |                                                                                                 |                                                                                                 |                                                                                                 |                                                                                                 |                                                                                                 |                                                       |                                                       |                                                       |                                                       |  |  |  |  |  |  |  |  |  |  |  |  |  |  |  |  |  |  |  |  |  |  |
|                                                                                       |                                                                                       | | | | | | |                                                                                       |                                                                                       | | | | | | |                                                                                       |                                                                                       | | | | | | | | |                                                                                                 |                                                                                                 |                                                                                                 |                                                                                                 |                                                                                                 |                                                                                                 |                                                       |                                                       |                                                       |                                                       |  |  |  |  |  |  |  |  |  |  |  |  |  |  |  |  |  |  |  |  |  |  |
|                                                                                       |                                                                                       | | | | | | |                                                                                       |                                                                                       | | | José Manuel de Villena y Mendoza José I IV Conde de Via Manuel XII Señor de Cheles | | | |                                                                                       |                                                                                       | | | | | | | | |                                                                                                 |                                                                                                 |                                                                                                 |                                                                                                 |                                                                                                 |                                                                                                 |                                                       |                                                       |                                                       |                                                       |  |  |  |  |  |  |  |  |  |  |  |  |  |  |  |  |  |  |  |  |  |  |
|                                                                                       |                                                                                       | | | | | | |                                                                                       |                                                                                       | | | | | | |                                                                                       |                                                                                       | | | | | | | | |                                                                                                 |                                                                                                 |                                                                                                 |                                                                                                 |                                                                                                 |                                                                                                 |                                                       |                                                       |                                                       |                                                       |  |  |  |  |  |  |  |  |  |  |  |  |  |  |  |  |  |  |  |  |  |  |
|                                                                                       |                                                                                       | | | | | | |                                                                                       |                                                                                       | | | | | | |                                                                                       |                                                                                       | | | | | | | | |                                                                                                 |                                                                                                 |                                                                                                 |                                                                                                 |                                                                                                 |                                                                                                 |                                                       |                                                       |                                                       |                                                       |  |  |  |  |  |  |  |  |  |  |  |  |  |  |  |  |  |  |  |  |  |  |
|                                                                                       |                                                                                       | | | | | | |                                                                                       |                                                                                       | | | | | | |                                                                                       |                                                                                       | | | | | | | | |                                                                                                 |                                                                                                 |                                                                                                 |                                                                                                 |                                                                                                 |                                                                                                 |                                                       |                                                       |                                                       |                                                       |  |  |  |  |  |  |  |  |  |  |  |  |  |  |  |  |  |  |  |  |  |  |
|                                                                                       |                                                                                       | | | | | | |                                                                                       |                                                                                       | José Manuel de Villena y Fernández de Córdoba José II V Conde de Via Manuel XIII Señor de Cheles | José Manuel de Villena y Fernández de Córdoba José II V Conde de Via Manuel XIII Señor de Cheles                                                                                                | José Manuel de Villena y Fernández de Córdoba José II V Conde de Via Manuel XIII Señor de Cheles                                                                                                | José Manuel de Villena y Fernández de Córdoba José II V Conde de Via Manuel XIII Señor de Cheles                                                                                                | José Manuel de Villena y Fernández de Córdoba José II V Conde de Via Manuel XIII Señor de Cheles                                                                                                | José Manuel de Villena y Fernández de Córdoba José II V Conde de Via Manuel XIII Señor de Cheles                                                                                                |                                                                                       |                                                                                       | | | Juan Manuel de Villena y Fernández de Córdoba | Juan Manuel de Villena y Fernández de Córdoba | Juan Manuel de Villena y Fernández de Córdoba | Juan Manuel de Villena y Fernández de Córdoba | Juan Manuel de Villena y Fernández de Córdoba | Juan Manuel de Villena y Fernández de Córdoba |                                                                                                 |                                                                                                 |                                                                                                 |                                                                                                 |                                                                                                 |                                                                                                 |                                                       |                                                       |                                                       |                                                       |  |  |  |  |  |  |  |  |  |  |  |  |  |  |  |  |  |  |  |  |  |  |
|                                                                                       |                                                                                       | | | | | | |                                                                                       |                                                                                       | José Manuel de Villena y Fernández de Córdoba José II V Conde de Via Manuel XIII Señor de Cheles | José Manuel de Villena y Fernández de Córdoba José II V Conde de Via Manuel XIII Señor de Cheles                                                                                                | José Manuel de Villena y Fernández de Córdoba José II V Conde de Via Manuel XIII Señor de Cheles                                                                                                | José Manuel de Villena y Fernández de Córdoba José II V Conde de Via Manuel XIII Señor de Cheles                                                                                                | José Manuel de Villena y Fernández de Córdoba José II V Conde de Via Manuel XIII Señor de Cheles                                                                                                | José Manuel de Villena y Fernández de Córdoba José II V Conde de Via Manuel XIII Señor de Cheles                                                                                                |                                                                                       |                                                                                       | | | Juan Manuel de Villena y Fernández de Córdoba | Juan Manuel de Villena y Fernández de Córdoba | Juan Manuel de Villena y Fernández de Córdoba | Juan Manuel de Villena y Fernández de Córdoba | Juan Manuel de Villena y Fernández de Córdoba | Juan Manuel de Villena y Fernández de Córdoba |                                                                                                 |                                                                                                 |                                                                                                 |                                                                                                 |                                                                                                 |                                                                                                 |                                                       |                                                       |                                                       |                                                       |  |  |  |  |  |  |  |  |  |  |  |  |  |  |  |  |  |  |  |  |  |  |
|                                                                                       |                                                                                       | | | | | | |                                                                                       |                                                                                       | | | | | | |                                                                                       |                                                                                       | | | | | | | | |                                                                                                 |                                                                                                 |                                                                                                 |                                                                                                 |                                                                                                 |                                                                                                 |                                                       |                                                       |                                                       |                                                       |  |  |  |  |  |  |  |  |  |  |  |  |  |  |  |  |  |  |  |  |  |  |
|                                                                                       |                                                                                       | | | | | | |                                                                                       |                                                                                       | | | | | | |                                                                                       |                                                                                       | | | | | | | | |                                                                                                 |                                                                                                 |                                                                                                 |                                                                                                 |                                                                                                 |                                                                                                 |                                                       |                                                       |                                                       |                                                       |  |  |  |  |  |  |  |  |  |  |  |  |  |  |  |  |  |  |  |  |  |  |
|                                                                                       |                                                                                       | | | | | | |                                                                                       |                                                                                       | Cristóbal Manuel de Villena y Melo de Portugal Cristóbal II VI Conde de Via Manuel II Barón del Monte XIV Señor de Cheles                                                                                         | Cristóbal Manuel de Villena y Melo de Portugal Cristóbal II VI Conde de Via Manuel II Barón del Monte XIV Señor de Cheles                                                                       | Cristóbal Manuel de Villena y Melo de Portugal Cristóbal II VI Conde de Via Manuel II Barón del Monte XIV Señor de Cheles                                                                       | Cristóbal Manuel de Villena y Melo de Portugal Cristóbal II VI Conde de Via Manuel II Barón del Monte XIV Señor de Cheles                                                                       | Cristóbal Manuel de Villena y Melo de Portugal Cristóbal II VI Conde de Via Manuel II Barón del Monte XIV Señor de Cheles                                                                       | Cristóbal Manuel de Villena y Melo de Portugal Cristóbal II VI Conde de Via Manuel II Barón del Monte XIV Señor de Cheles                                                                       |                                                                                       |                                                                                       | | | Juan Manuel de Villena y Álvarez de Faria | Juan Manuel de Villena y Álvarez de Faria | Juan Manuel de Villena y Álvarez de Faria | Juan Manuel de Villena y Álvarez de Faria | Juan Manuel de Villena y Álvarez de Faria | Juan Manuel de Villena y Álvarez de Faria |                                                                                                 |                                                                                                 |                                                                                                 |                                                                                                 | María del Carmen Manuel de Villena y Álvarez de Faria                                           | María del Carmen Manuel de Villena y Álvarez de Faria                                           | María del Carmen Manuel de Villena y Álvarez de Faria | María del Carmen Manuel de Villena y Álvarez de Faria | María del Carmen Manuel de Villena y Álvarez de Faria | María del Carmen Manuel de Villena y Álvarez de Faria |  |  |  |  |  |  |  |  |  |  |  |  |  |  |  |  |  |  |  |  |  |  |
|                                                                                       |                                                                                       | | | | | | |                                                                                       |                                                                                       | Cristóbal Manuel de Villena y Melo de Portugal Cristóbal II VI Conde de Via Manuel II Barón del Monte XIV Señor de Cheles                                                                                         | Cristóbal Manuel de Villena y Melo de Portugal Cristóbal II VI Conde de Via Manuel II Barón del Monte XIV Señor de Cheles                                                                       | Cristóbal Manuel de Villena y Melo de Portugal Cristóbal II VI Conde de Via Manuel II Barón del Monte XIV Señor de Cheles                                                                       | Cristóbal Manuel de Villena y Melo de Portugal Cristóbal II VI Conde de Via Manuel II Barón del Monte XIV Señor de Cheles                                                                       | Cristóbal Manuel de Villena y Melo de Portugal Cristóbal II VI Conde de Via Manuel II Barón del Monte XIV Señor de Cheles                                                                       | Cristóbal Manuel de Villena y Melo de Portugal Cristóbal II VI Conde de Via Manuel II Barón del Monte XIV Señor de Cheles                                                                       |                                                                                       |                                                                                       | | | Juan Manuel de Villena y Álvarez de Faria | Juan Manuel de Villena y Álvarez de Faria | Juan Manuel de Villena y Álvarez de Faria | Juan Manuel de Villena y Álvarez de Faria | Juan Manuel de Villena y Álvarez de Faria | Juan Manuel de Villena y Álvarez de Faria |                                                                                                 |                                                                                                 |                                                                                                 |                                                                                                 | María del Carmen Manuel de Villena y Álvarez de Faria                                           | María del Carmen Manuel de Villena y Álvarez de Faria                                           | María del Carmen Manuel de Villena y Álvarez de Faria | María del Carmen Manuel de Villena y Álvarez de Faria | María del Carmen Manuel de Villena y Álvarez de Faria | María del Carmen Manuel de Villena y Álvarez de Faria |  |  |  |  |  |  |  |  |  |  |  |  |  |  |  |  |  |  |  |  |  |  |
|                                                                                       |                                                                                       | | | | | | |                                                                                       |                                                                                       | | | | | | |                                                                                       |                                                                                       | | | | | | | | |                                                                                                 |                                                                                                 |                                                                                                 |                                                                                                 |                                                                                                 |                                                                                                 |                                                       |                                                       |                                                       |                                                       |  |  |  |  |  |  |  |  |  |  |  |  |  |  |  |  |  |  |  |  |  |  |
|                                                                                       |                                                                                       | | | | | | |                                                                                       |                                                                                       | José Casimiro Manuel de Villena y Bambalere XI Marqués de Rafal VII Conde de Via Manuel VIII Conde de Granja de Rocamora XI Barón de Puebla de Rocamora III Barón del Monte XV Señor de Cheles I Señor de Pizarra | | | | | |                                                                                       |                                                                                       | | | | | | | | |                                                                                                 |                                                                                                 |                                                                                                 |                                                                                                 |                                                                                                 |                                                                                                 |                                                       |                                                       |                                                       |                                                       |  |  |  |  |  |  |  |  |  |  |  |  |  |  |  |  |  |  |  |  |  |  |
|                                                                                       |                                                                                       | | | | | | |                                                                                       |                                                                                       | | | | | | |                                                                                       |                                                                                       | | | | | | | | |                                                                                                 |                                                                                                 |                                                                                                 |                                                                                                 |                                                                                                 |                                                                                                 |                                                       |                                                       |                                                       |                                                       |  |  |  |  |  |  |  |  |  |  |  |  |  |  |  |  |  |  |  |  |  |  |
|                                                                                       |                                                                                       | | | | | | |                                                                                       |                                                                                       | | | | | | |                                                                                       |                                                                                       | | | | | | | | |                                                                                                 |                                                                                                 |                                                                                                 |                                                                                                 |                                                                                                 |                                                                                                 |                                                       |                                                       |                                                       |                                                       |  |  |  |  |  |  |  |  |  |  |  |  |  |  |  |  |  |  |  |  |  |  |
|                                                                                       |                                                                                       | | | | | | |                                                                                       |                                                                                       | | | | | | |                                                                                       |                                                                                       | | | | | | | | |                                                                                                 |                                                                                                 |                                                                                                 |                                                                                                 |                                                                                                 |                                                                                                 |                                                       |                                                       |                                                       |                                                       |  |  |  |  |  |  |  |  |  |  |  |  |  |  |  |  |  |  |  |  |  |  |
|                                                                                       |                                                                                       | | | | | | |                                                                                       |                                                                                       | | | | | | |                                                                                       |                                                                                       | | | | | | | | |                                                                                                 |                                                                                                 |                                                                                                 |                                                                                                 |                                                                                                 |                                                                                                 |                                                       |                                                       |                                                       |                                                       |  |  |  |  |  |  |  |  |  |  |  |  |  |  |  |  |  |  |  |  |  |  |
|                                                                                       |                                                                                       | Enrique Manuel de Villena y Álvarez de las Asturias XII Marqués de Rafal VIII Conde de Via Manuel IV Barón del Monte | Enrique Manuel de Villena y Álvarez de las Asturias XII Marqués de Rafal VIII Conde de Via Manuel IV Barón del Monte | Enrique Manuel de Villena y Álvarez de las Asturias XII Marqués de Rafal VIII Conde de Via Manuel IV Barón del Monte | Enrique Manuel de Villena y Álvarez de las Asturias XII Marqués de Rafal VIII Conde de Via Manuel IV Barón del Monte | Enrique Manuel de Villena y Álvarez de las Asturias XII Marqués de Rafal VIII Conde de Via Manuel IV Barón del Monte | Enrique Manuel de Villena y Álvarez de las Asturias XII Marqués de Rafal VIII Conde de Via Manuel IV Barón del Monte |                                                                                       |                                                                                       | María Isabel Manuel de Villena y Álvarez de las Asturias XIII Marquesa de Rafal I Marquesa de Puebla de Rocamora IX Condesa de Via Manuel IX Condesa de Granja de Rocamora V Baronesa del Monte                   | María Isabel Manuel de Villena y Álvarez de las Asturias XIII Marquesa de Rafal I Marquesa de Puebla de Rocamora IX Condesa de Via Manuel IX Condesa de Granja de Rocamora V Baronesa del Monte | María Isabel Manuel de Villena y Álvarez de las Asturias XIII Marquesa de Rafal I Marquesa de Puebla de Rocamora IX Condesa de Via Manuel IX Condesa de Granja de Rocamora V Baronesa del Monte | María Isabel Manuel de Villena y Álvarez de las Asturias XIII Marquesa de Rafal I Marquesa de Puebla de Rocamora IX Condesa de Via Manuel IX Condesa de Granja de Rocamora V Baronesa del Monte | María Isabel Manuel de Villena y Álvarez de las Asturias XIII Marquesa de Rafal I Marquesa de Puebla de Rocamora IX Condesa de Via Manuel IX Condesa de Granja de Rocamora V Baronesa del Monte | María Isabel Manuel de Villena y Álvarez de las Asturias XIII Marquesa de Rafal I Marquesa de Puebla de Rocamora IX Condesa de Via Manuel IX Condesa de Granja de Rocamora V Baronesa del Monte |                                                                                       |                                                                                       | María Esperanza Manuel de Villena y Álvarez de las Asturias (último miembro) I Condesa de Cheles II Señora de Pizarra | María Esperanza Manuel de Villena y Álvarez de las Asturias (último miembro) I Condesa de Cheles II Señora de Pizarra | María Esperanza Manuel de Villena y Álvarez de las Asturias (último miembro) I Condesa de Cheles II Señora de Pizarra                                              | María Esperanza Manuel de Villena y Álvarez de las Asturias (último miembro) I Condesa de Cheles II Señora de Pizarra                                              | María Esperanza Manuel de Villena y Álvarez de las Asturias (último miembro) I Condesa de Cheles II Señora de Pizarra                                              | María Esperanza Manuel de Villena y Álvarez de las Asturias (último miembro) I Condesa de Cheles II Señora de Pizarra                                              | | |                                                                                                 |                                                                                                 |                                                                                                 |                                                                                                 |                                                                                                 |                                                                                                 |                                                       |                                                       |                                                       |                                                       |  |  |  |  |  |  |  |  |  |  |  |  |  |  |  |  |  |  |  |  |  |  |

## Posesiones de la Casa de Manuel de Villena

### Resumen de títulos nobiliarios ostentados
Los Manuel de Villena fueron:
- Infantes de Castilla (1234 - 1283)
- Señores de Villena (1252 - 1330)
- Duques de Villena (1348 - 1366)
- Príncipes de Villena (1330 - 1348)
- Marqueses de Rafal (1835 - 1899)
- Marqueses de Puebla de Rocamora (1867 - 1896)
- Conde de Seia (1357 - 1385)
- Condes de Montealegre (1406 - ¿?)
- Condes de Vía Manuel (1689 - 1929)
- Condes de Granja de Rocamora (1835 - 1929)
- Condes de Cheles (1879 – 1935)
- Vizcondes de Cheles (1689 - 1695)
- Barones del Monte (1817 - 1899)
- Barones de Puebla de Rocamora (1835 - 1867)
- Señores de Escalona (1252 - 1366)
- Señores de Peñafiel (1252 - 1366)
- Señores de Cascais (1358 - 1385)
- Señores de Montealegre (¿? - ¿? y de 1385 - 1406)
- Señores de Carcelén (¿? - ¿?)
- Señores de Meneses (1385 - ¿?)
- Señores de Belmonte (1385 - 1620)
- Señores de Cevico de la Torre (1523 - 1620)
- Señores de Cheles (¿1432? - 1879)
- Señores de Pizarra (1845 - 1935)

### Infantes de Castilla
- Manuel de Castilla (1234 - 1283)

### Príncipes de Villena
- ( I ) Don Juan Manuel (1330 - 1348)

### Duques de Villena
- ( I ) Fernando Manuel de Villena (1348 - 1350)
- ( II ) Blanca Manuel de Villena y Ampurias (1350 - 1361)
- ( III ) Juana Manuel de Villena (1361 - 1366)

### Marqueses de Rafal
- ( XI ) José Casimiro Manuel de Villena y Bambalere (1835 - 1854)
- ( XII ) Enrique Manuel de Villena y Álvarez de las Asturias (1854 - 1874)
- ( XIII ) María Isabel Manuel de Villena y Álvarez de las Asturias (1874 - 1899)

### Marqueses de Puebla de Rocamora
- ( I ) María Isabel Manuel de Villena y Álvarez de las Asturias (1867 – 1896)

### Condes de Seia
- ( I ) Enrique Manuel de Villena (1357-1385)

### Condes de Montealegre
- ( I ) Enrique Manuel de Villena y Sousa (1406-1418)
- ( II ) Pedro Manuel de Villena y Sousa (1418 - ¿?)
- ( III ) María Manuel de Villena y Manrique de Rojas (¿? - ¿?)

### Condes de Vía Manuel
- ( I ) Cristóbal I Manuel de Villena y Portocarrero (1689 – 1700)
- ( II ) Juan Manuel de Villena y Flórez (1700 – 1754)
- ( III ) José Cristóbal Manuel de Villena Portocarrero y Figueroa (1754 – ¿?)
- ( IV ) José I Manuel de Villena y Mendoza (¿? – 1798)
- ( V ) José II Manuel de Villena y Fernández de Córdoba (1798 – 1817)
- ( VI ) Cristóbal II Manuel de Villena y Melo de Portugal (1817 – 1834)
- ( VII ) José Casimiro Manuel de Villena y Bambalere (1834 – 1854)
- ( VIII ) Enrique Manuel de Villena y Álvarez de las Asturias (1854 – 1874)
- ( IX ) María Isabel Manuel de Villena y Álvarez de las Asturias (1874 – 1929)

### Condes de Granja de Rocamora
- ( VII ) José Casimiro Manuel de Villena y Bambalere (1835 – 1854)
- ( VIII ) María Isabel Manuel de Villena y Álvarez de las Asturias (1854 - 1929)

### Condes de Cheles
- ( I ) María Esperanza Manuel de Villena y Álvarez de las Asturias (1879 – 1935)

### Vizcondes de Cheles(vicondado previo al condado de Via Manuel)
- Cristóbal Manuel de Villena y Portocarrero (1689 - 1695)

### Barones del Monte
- ( II ) Cristóbal Manuel de Villena y Melo de Portugal (1817 – 1834)
- ( III ) José Casimiro Manuel de Villena y Bambalere (1834 – 1954)
- ( IV ) Enrique Manuel de Villena y Álvarez de las Asturias (1854 – 1874)
- ( V ) María Isabel Manuel de Villena y Álvarez de las Asturias (1874 - 1899)

### Barones de Puebla de Rocamora
- ( XI ) José Casimiro Manuel de Villena y Bambalere (1835 - 1854)
- ( XII ) María Isabel Manuel de Villena y Álvarez de las Asturias (1854 - 1867)

### Señores de Villena
- ( I ) Manuel de Castilla (1252 - 1283)
- ( II ) Don Juan Manuel (1283 - 1330)

### Señores de Escalona
- ( I ) Manuel Castilla (1252 - 1283)
- ( II ) Don Juan Manuel (1283 - 1348)
- ( III ) Fernando Manuel de Villena (1348 - 1350)
- ( IV ) Blanca Manuel de Villena y Ampurias (1350 - 1361)
- ( V ) Juana Manuel de Villena (1361 - 1366)

### Señores de Peñafiel
- ( I ) Manuel de Castilla (1252 - 1283)
- ( II ) Don Juan Manuel (1283 - 1348)
- ( III ) Fernando Manuel de Villena (1348 - 1350)
- ( IV ) Blanca Manuel de Villena (1350 - 1361)
- ( V ) Juana Manuel de Villena (1361 - 1366)

### Señores de Cascais
- ( I ) Enrique I Manuel de Villena y Castañeda (1358 - 1385)

### Señores de Montealegre
- ( I ) Sancho Manuel de Villena (¿? - ¿?)
- ( II ) Enrique I Manuel de Villena y Castañeda (1385 - 1390)
- ( III ) Pedro Manuel de Villena y Meneses (1390 - 1391)
- ( IV ) Enrique II Manuel de Villena y Meneses (1391 - 1406)
- ( V ) Enrique III Manuel de Villena y Souza (1406)

### Señores de Carcelén
- ( I ) Sancho Manuel de Villena (¿? - ¿?)

### Señores de Meneses
- ( I ) Enrique I Manuel de Villena y Castañeda (1385 - 1390)
- ( II ) Pedro Manuel de Villena y Meneses (1390 - 1391)
- ( III ) Enrique II Manuel de Villena y Meneses (1391 - 1406)
- ( IV ) Enrique III Manuel de Villena y Souza (1406 - 1418)
- ( V ) Pedro Manuel de Villena y Sousa (1418 - ¿?)
- ( VI ) María Manuel de Villena y Manrique de Rojas (¿? - ¿?)

### Señores de Belmonte
- ( I ) Enrique I Manuel de Villena y Castañeda (1385 - 1390)
- ( II ) Pedro Manuel de Villena y Meneses (1390 - 1391)
- ( III ) Enrique II Manuel de Villena y Meneses (1391 - 1406)
- ( IV ) Enrique III Manuel de Villena y Souza (1406 - 1418)
- ( V ) Fernando Manuel de Villena y Sousa (1418 - ¿?)
- ( VI ) Juan I Manuel de Villena y Fonseca (¿? - 1463)
- ( VII ) Juan II Manuel de Villena y Suárez de Figueroa (1463 - ¿?)
- ( VIII ) Juan III Manuel de Villena y de la Vega (¿? - 1543)
- ( IX ) Lorenzo Manuel de Villena y Rojas (1543 - ¿?)
- ( X ) Rodrigo Manuel de Villena y Rojas (¿? - ¿?)
- ( XI ) Aldoza Manuel de Villena y Rojas (¿? - ¿?)

### Señores de Cevico de la Torre
- ( I ) Juan III Manuel de Villena y de la Vega (1523 - 1543)
- ( II ) Lorenzo Manuel de Villena y Rojas (1543 - ¿?)
- ( III ) Rodrigo Manuel de Villena y Rojas (¿? - ¿?)
- ( IV ) Aldoza Manuel de Villena y Rojas (¿? - ¿?)

### Señores de Cheles
- ( I ) Juan I Manuel de Villena y Sousa (¿1432? - ¿?)
- ( II ) Diego Manuel de Villena y Portocarrero (¿? - 1479)
- ( III ) Juan II Manuel de Villena y Silva (1479 - ¿?)
- ( IV ) Francisco I Manuel de Villena y Mendoza (¿? - 1547)
- ( V ) Pedro Manuel de Villena y Mendoza de Lima (1547 - ¿?)
- ( VI ) Francisco II Manuel de Villena y Portoarrero (¿? - ¿?)
- ( VII ) Juan III Manuel de Villena y Hurtado de Mendoza (¿? - ¿?)
- ( VIII ) Francisco III Manuel de Villena y Portocarrero (¿? - ¿?)
- ( IX ) Cristóbal Manuel de Villena y Portocarrero (¿? - ¿?) (Cristóbal I de Via Manuel)
- ( X ) Juan Manuel de Villena y Flórez
- (XI)  José Cristóbal Manuel de Villena Portocarrero y Figueroa
- (XII)  José Manuel de Villena y Mendoza
- (XIII)  José Manuel de Villena y Fernández de Córdoba

### Señores de Pizarra
- ( I ) José Casimiro Manuel de Villena y Bambalere (1845 – 1854)
- ( II ) María Esperanza Manuel de Villena y Álvarez de las Asturias (1854 – 1935)